# Clube Atlético Matogrossense
Clube Atlético Matogrossense (mais conhecido como Atlético Matogrossense ou simplesmente Atlético MT) é um clube brasileiro de futebol da cidade de Cuiabá, no estado de Mato Grosso.

## História
O jovem contador Ivan Paes de Barros foi o mentor e fundador do clube, em 1948, ao lado de muitos outros desportistas, como Macário Zanagape (primeiro presidente e eterno treinador), os irmãos Matoso, Luis Haddad entre outros.
O clube foi fundado e bancado pela elite cuiabana, mas com grande respaldo popular. Disputou os certames do campeonato estadual da primeira divisão entre os anos 1944 e 1966, tendo sido campeão em quatro oportunidades: 1955, 1956, 1957 e 1960.

O clube foi considerado a sensação do futebol mato-grossense no final da década de 1950 e início da década de 1960. Em 1960 foi campeão invicto com jogadores como: Fulêpa, Vital, Luiz Toucinho, Fião, Ariel, Nato, Franklin, Damasceno e Lício Amorim. O presidente era Makário Zanacape João de Deus, e que tempos depois chegou a dirigir a então FMD (atual FMF).
Após o campeonato estadual de 1987, o clube foi licenciado. Em 2020, sob nova direção de Carlos Eduardo de Oliveira (Saroba) e Gianni Adrianni de Freitas, foi refundado como clube-empresa.

## Títulos
| ESTADUAIS | ESTADUAIS                 | ESTADUAIS | ESTADUAIS                          |
|           | Competição                | Títulos   | Temporadas                         |
| --------- | ------------------------- | --------- | ---------------------------------- |
|           | Campeonato Mato-Grossense | 6         | 1946, 1950, 1955, 1956, 1957, 1960 |

## Estatísticas

### Participações
|  | Participações em 2025 |

| Competição  | Competição                | Temporadas | Melhor campanha    | Anos                            | P | R |
| Mato Grosso | Campeonato Mato-Grossense | 24         | Campeão (4 vezes)  | 1944-1945, 1949-1966, 1984-1987 |   | 1 |
| Mato Grosso | 2ª Divisão                | 6          | 3º colocado (2020) | 1988-1990, 2020 e 2024-2025     | – |   |

## Símbolos

### Escudo
O antigo escudo tinha o formato do escudo do São Paulo Futebol Clube, com destaque para acrônimo CAM, em homenagem ao Clube Atlético Mineiro. O novo escudo do clube possui identidade própria, com o nome do clube em destaque na parte central. A bola de futebol foi mantida, mas em traço retrô, simbolizando a relação histórica do clube com o futebol local; também foi adicionado o ano de fundação do clube: 1948. De forma sutil, o formato do escudo lembra a silhueta do mapa do estado de Mato Grosso, sendo espesso na parte superior, com uma leve ponta, e mais estreito na parte inferior. No atual escudo, o verde representa a gigante biodiversidade mato-grossense, o rio representa a vasta bacia hidrográfica do estado (no escudo anterior também havia a representação dos principais rios mato-grossenses), e o azul foi introduzido em homenagem à bandeira estadual.
| Evolução do Escudo do Clube Atlético Matogrossense | Evolução do Escudo do Clube Atlético Matogrossense | Evolução do Escudo do Clube Atlético Matogrossense | Evolução do Escudo do Clube Atlético Matogrossense | Evolução do Escudo do Clube Atlético Matogrossense | Evolução do Escudo do Clube Atlético Matogrossense | Evolução do Escudo do Clube Atlético Matogrossense | Evolução do Escudo do Clube Atlético Matogrossense | Evolução do Escudo do Clube Atlético Matogrossense |
| 1948 – 2020                                        | 2020 – Atual                                       |                                                    |                                                    |                                                    |                                                    |                                                    |                                                    |                                                    |
| -------------------------------------------------- | -------------------------------------------------- | -------------------------------------------------- | -------------------------------------------------- | -------------------------------------------------- | -------------------------------------------------- | -------------------------------------------------- | -------------------------------------------------- | -------------------------------------------------- |